# Sheila Young
Sheila Grace Young (Birmingham, 14 de octubre de 1950) es una deportista estadounidense que compitió en patinaje de velocidad sobre hielo y en ciclismo en pista, especialista en las pruebas de velocidad. Su esposo, Jim Ochowicz, también compitió en ciclismo. 
Como patinadora de velocidad participó en dos Juegos Olímpicos de Invierno, en los años 1972 y 1976, obteniendo en total tres medallas en Innsbruck 1976, oro en los 500 m, plata en los 1500 m y bronce en los 1000 m. Además logró tres medallas de oro en el Campeonato Mundial de Patinaje de Velocidad sobre Hielo en Distancia Corta, entre los años 1973 y 1976, y dos medallas de bronce en el Campeonato Mundial de Patinaje de Velocidad sobre Hielo, en los años 1975 y 1976.
En ciclismo ganó seis medallas en el Campeonato Mundial de Ciclismo en Pista entre los años 1972 y 1982.

## Medallero internacional
| Juegos Olímpicos                      | Juegos Olímpicos     | Juegos Olímpicos  | Juegos Olímpicos      |
| Año                                   | Lugar                | Medalla           | Competición           |
| ------------------------------------- | -------------------- | ----------------- | --------------------- |
| 1976                                  | Innsbruck (Austria)  | Medalla de oro    | 500 m                 |
| 1976                                  | Innsbruck (Austria)  | Medalla de plata  | 1500 m                |
| 1976                                  | Innsbruck (Austria)  | Medalla de bronce | 1000 m                |
| Campeonato Mundial                    |                      |                   |                       |
| Año                                   | Lugar                | Medalla           | Competición           |
| 1975                                  | Assen (Países Bajos) | Medalla de bronce | Clasificación general |
| 1976                                  | Gjøvik (Noruega)     | Medalla de bronce | Clasificación general |
| Campeonato Mundial en Distancia Corta |                      |                   |                       |
| Año                                   | Lugar                | Medalla           | Competición           |
| 1973                                  | Oslo (Noruega)       | Medalla de oro    | Clasificación general |
| 1975                                  | Gotemburgo (Suecia)  | Medalla de oro    | Clasificación general |
| 1976                                  | Berlín (RFA)         | Medalla de oro    | Clasificación general |

| Campeonato Mundial | Campeonato Mundial          | Campeonato Mundial | Campeonato Mundial   |
| Año                | Lugar                       | Medalla            | Competición          |
| ------------------ | --------------------------- | ------------------ | -------------------- |
| 1972               | Marsella (Francia)          | Medalla de bronce  | Velocidad individual |
| 1973               | San Sebastián (España)      | Medalla de oro     | Velocidad individual |
| 1975               | Rocourt (Bélgica)           | Medalla de bronce  | Velocidad individual |
| 1976               | Monteroni di Lecce (Italia) | Medalla de oro     | Velocidad individual |
| 1981               | Brno (Checoslovaquia)       | Medalla de oro     | Velocidad individual |
| 1982               | Leicester (Reino Unido)     | Medalla de plata   | Velocidad individual |